# Fontána Marché-aux-Carmes
Fontána Marché-aux-Carmes (neboli fontána na Karmelitánském trhu) též zvaná fontána karmelitánů (fontaine des Carmes) je novoklasicistní fontána v Paříži.

## Umístění
Kašna se nachází v 6. obvodu na Square Gabriel-Pierné mezi ulicemi Rue de Seine a Rue Mazarine.

## Historie
Autorem kašny je sochař Alexandre-Évariste Fragonard (1780–1850) a byla postavena v roce 1830, aby zásobovala vodou zdejší tržiště. Když byl trh v roce 1930 zrušen, kašna byla přemístěna na dnešní místo na Square Gabriel-Pierné. Fontána byla 29. října 1952 zapsána na seznam historických památek.

## Popis
Novoklasicistní kašna se skládá z jednoduché nízké okrouhlé nádrže s pilířem uprostřed, z něhož vytékají dva proudy vody. Sloup je zakončen hlavou se dvěma ženskými tvářemi, které symbolizují bohatství a obchod.